# Podofil
Podofil (Podophyllum peltatum L.) és una planta herbàcia perenne de la família Berberidaceae que presenta una única tija que creix entre 30 i 40 centímetres d'alçada. Es troba formant colònies en praderies i boscos humits de l'Amèrica del Nord.

## Ecologia
Podophyllum peltatum és un planta vivaç nativa d'Amèrica del Nord. Es troba formant colònies a praderes i boscos humits del nord dels Estats Units i de l'est del Canadà. Aquesta planta no es cultiva a Europa.

### Hàbitat
El podofil per poder créixer i desenvolupar-se, necessita un sòl humit, ric en humus, és a dir, constituït per restes animals i vegetals en descomposició. A més, cal que el terra tingui un pH àcid, inferior a 6,8. Floreix a la primavera, durant els mesos de març, abril i maig, i el seu fruit madura a finals de primavera i començament d'estiu. La seva recol·lecció es fa a la primavera o a començament de la tardor.

## Morfologia

### Forma vital
Les formes vitals de Raunkjaer són una classificació ecològica de les espècies vegetals terrestres, d'acord amb el lloc on se situen els meristemes o gemmes (teixit embrionari format per cèl·lules indiferenciades, capaces d'originar, mitjançant divisions contínues, altres teixits i òrgans especialitzats) durant l'estació desfavorable (per freda o per seca). Aquesta classificació va ser proposada pel botànic danès Christen C. Raunkiaer l'any 1904 i segons aquesta, Podophyllum peltatum és un camèfit, ja que els meristemes resten a menys de 40cm del terra.

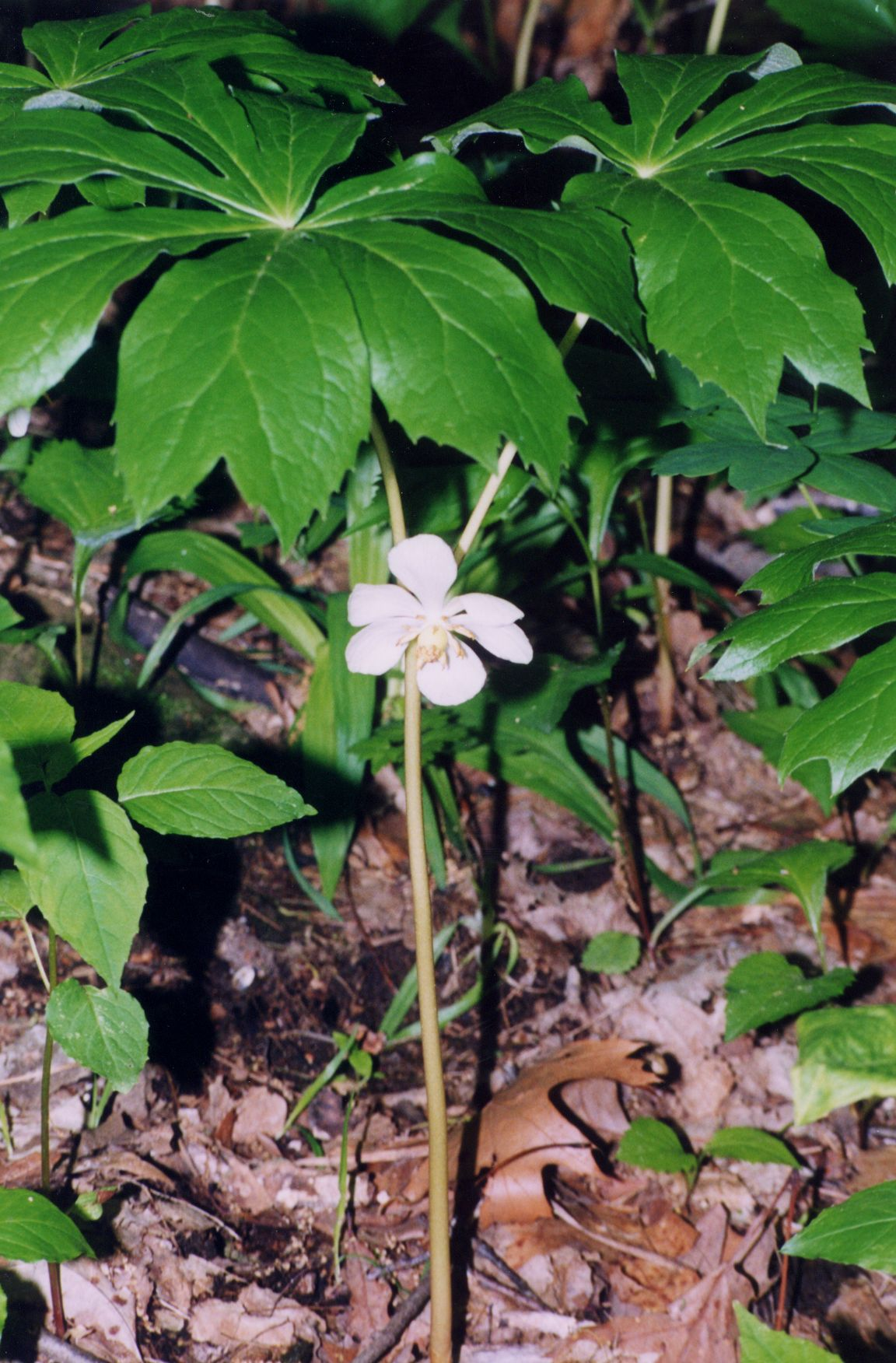
Podophyllum peltatum.

### Òrgans vegetatius
Podophyllum peltatum és una planta herbàcia vivaç perenne. Aquesta planta presenta indument glabre, ja que no té pèls o tricomes a la seva superfície. El rizoma (tall horitzontal i subterrani) és cilíndric i de color terrós rogenc, amb la superfície llisa (rizoma de tardor) o arrugada (rizoma d'estiu) i nòduls (concrecions de poc volum) cada 3 o 5 cm. A partir del rizoma s'originen les arrels; el rizoma i les arrels constitueixen la droga d'aquesta planta. El podofil té una única tija que creix entre 30 i 40 centímetres d'alçada, que es bifurca a l'àpex i dona lloc a dues fulles de color verd intens que s'obren en forma de "paraigua" i poden arribar a fer entre 20 i 30 centímetres de diàmetre. Aquestes fulles són simples, oposades, palmatilobades, poden tenir entre 5 i 9 lòbuls, tenen el marge dentat, presenten nervadura palmada i no tenen cap mena de peça accessòria.

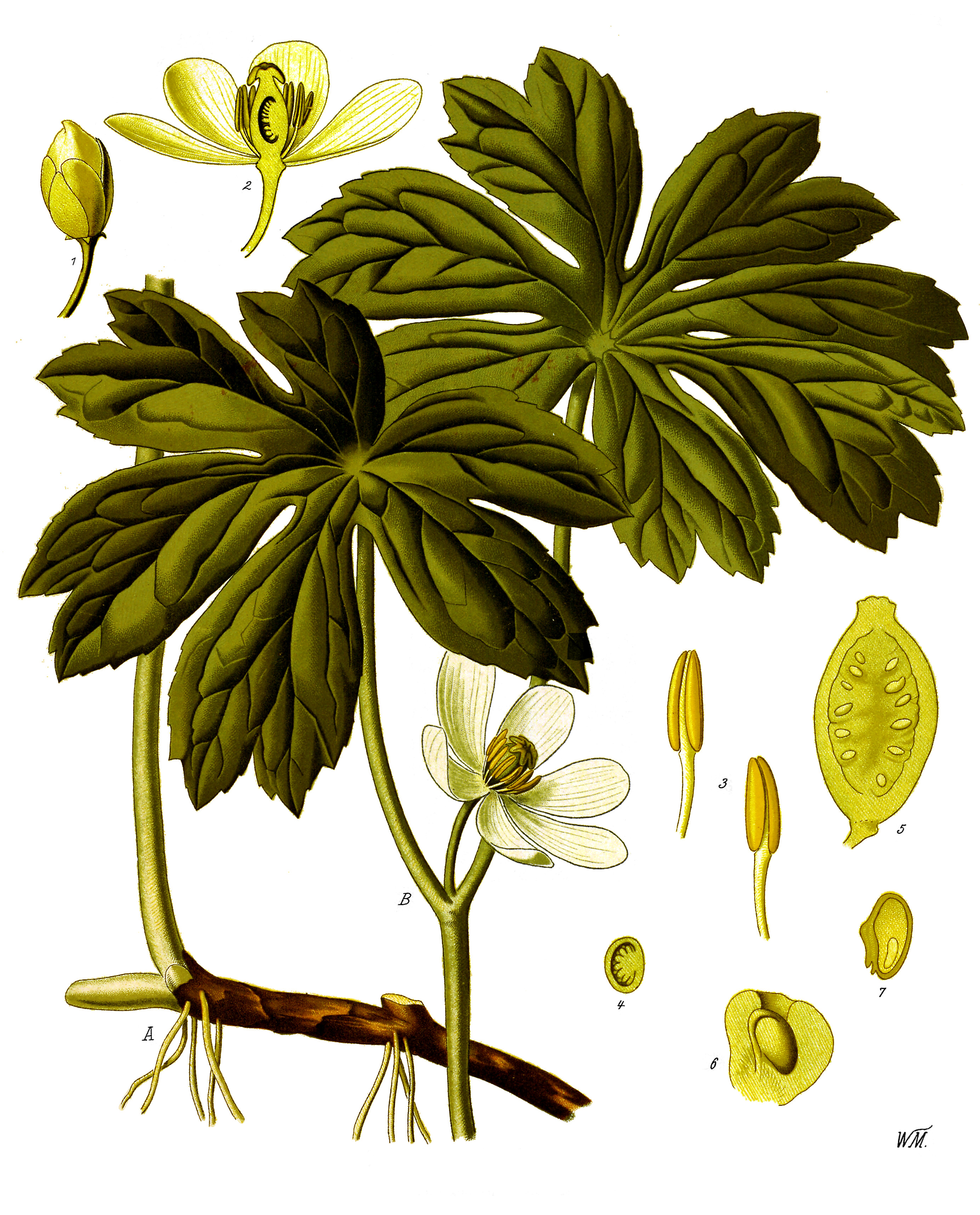
Podophyllum peltatum.

### Òrgans reproductors
Situada en les bifurcacions de la tija, entre les fulles, creix una flor aïllada de color blanc o blanc verdós. Aquesta flor presenta un periant diferenciat, amb sis sèpals, que constitueixen el calze, i sis pètals lliures entre ells, que constitueixen la corol·la, que és dialipètala. Es tracta d'una flor hermafrodita, ja que té androceu i gineceu alhora.
L'androceu està format pel conjunt d'òrgans sexuals masculins de la flor, anomenats estams. Aquests estan formats per un filament i una antera que està constituïda per dues teques. En cada teca podem trobar dos sacs pol·línics on hi ha els grans de pol·len. En la flor del podofil el nombre d'estams oscil·la entre 12 i 18 i aquests són lliures, no estan soldats entre ells. El procés d'obertura de les anteres es fa per dehiscència per valves o longitudinal.
El gineceu és l'aparell sexual femení de la flor i està format per un únic carpel central que constitueix l'anomenat pistil, a l'interior del qual trobem una cavitat tancada anomenada ovari. L'ovari es troba en posició súper i té un estil curt i un estigma apical ample.
Quan aquesta flor madura, es converteix en un fruit simple, ja que prové d'un gineceu monocarpel·lar, indehiscent i carnós, concretament una baia. Aquest baia és ovoide, semblant a una "poma" (d'aquí el nom de poma de maig), amb nombroses llavors i amb taques grogues. És comestible.
També poden haver-hi exemplars de podofil que tinguin una sola fulla, llavors no floreixen.

## Farmacologia

### Part utilitzada
La part utilitzada, que rep el nom de droga, de Podophyllum peltatum són els rizomes i les arrels, dels quals s'obté una resina que rep el nom de resina de podofil o podofilina (2-8%).

### Composició química
Els constituents principals de la resina de podofil, també anomenada podofilina, són de naturalesa lignànica, és a dir, són substàncies fenòliques. Els més abundants són 1-ariltetrahidronaftalens: podofilotoxina (20%), α- y β-peltatines (5 i 10% respectivament), desoxipodofilotoxina i podofilotoxona, que poden trobar-se lliures o en forma heterosídica.

### Accions farmacològiques
La podofilina té propietats laxants i purgants (facilita l'evacuació intestinal) dràstiques, per efecte irritant sobre la mucosa intestinal, augmentant el peristaltisme intestinal. També té efectes colàgogs (provoca l'evacuació de la bilis) i antivirals. A més, s'han descrit efectes citotòxics i antimitòtics de la podofilina (impedeix la divisió de les cèl·lules, ja que s'uneix als microtúbuls i atura la mitosi durant la metafase), per la qual cosa pot ser útil en el tractament d'alguns tumors.

### Usos medicinals
Antigament, els rizomes i les arrels del podofil, que són la droga d'aquesta planta, es recol·lectaven i es reduïen a pólvores. Aquestes pólvores s'utilitzaven en la preparació d'infusions que tenien efectes laxants, purgants, colàgogs i vermífugs (capacitat per combatre paràsits intestinals; antiviral). A més, també s'utilitzaven com a cataplasma per tractar tumors cutanis, a causa de les seves propietats citotòxiques.
Actualment, no s'utilitzen els rizomes i les arrels del podofil com a tal, sinó que s'empra el principi actiu que en resulta d'aquestes parts, que és la podofilina. A més, a causa de la seva toxicitat elevada, el seu ús ha quedat reduït al tractament, per via tòpica, de condilomes acuminats externs (berrugues genitals) amb una superfície màxima d'exposició de 4cm2 aproximadament. L'aplicació de podofilina per vía interna ha estat prohibida.
S'han desenvolupat derivats semisintètics de la podofilotoxina (constituent principal de la podofilina): etopòsid i tenipòsid, que s'utilitzen com a quimioteràpics en el tractament de diferents tipus de tumors. Recentment s'està estudiant la possible acció antitumoral d'altres derivats de la podofilotoxina.

### Toxicitat
La podofilina és extremadament tòxica, per la qual cosa no s'aconsella l'ús per via interna. Tanmateix, no s'ha d'administrar aquest medicament en zones sanes de la pell ni en lesions cutànies de més de 4cm2. A més, es recomana no utilitzar aquest medicament, excepte si no hi ha alternatives terapèutiques més segures, durant l'embaràs, ja que podria produir reaccions adverses en el fetus. També es desaconsella l'ús del podofil en nens i durant la lactància, per si pogués afectar el nen. El podofil és una droga molt irritant, per la qual cosa pot produir lesions cutànies, úlceres cutànies i hemorràgies mucosals en cas de sobredosi per via tòpica si s'excedeix en la superfície a tractar. En cas de sobredosi per via interna (0,2 g) es produeix un quadre caracteritzat per gastàlgia, diarrea, disenteria (diarrees sanguinolentes), vòmits, vertigen, cefalea, espasmes, nefritis intersticial (trastorn dels ronyons), col·lapse (insuficiència respiratòria), coma i, fins i tot, depressió respiratòria, paràlisi respiratòria i mort. Tot i això, les intoxicacions per ingestió són molt poc freqüents perquè el seu ús està molt restringit.

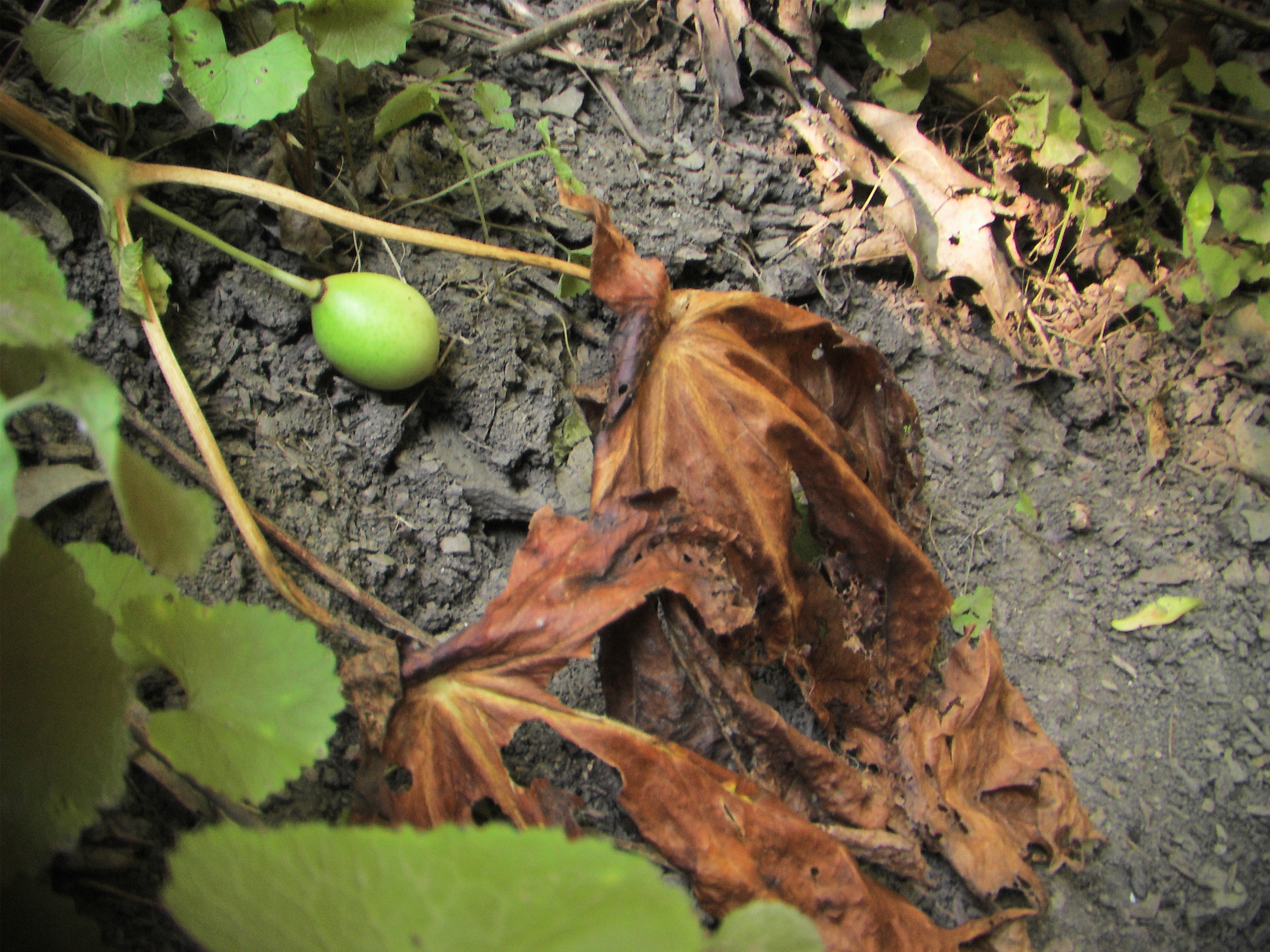
Fruit Podophyllum peltatum.

## Recol·lecció
El podofil floreix a la primavera, durant els mesos de març, abril i maig, i el seu fruit madura a finals de primavera i començament d'estiu. Aquesta planta es cultiva a Virgínia, Kentucky, Carolina del Nord, Tennessee i Indiana. De la recol·lecció per a usos medicinals, interessen el rizoma i les arrels, que constitueixen la droga d'aquesta planta. Aquestes parts són recol·lectades a la primavera o a començament de la tardor, quan la part aèria es troba pansida. La droga generalment es desseca i es talla en seccions discoïdals.
El fruit també pot ser recol·lectat, ja que quan madura és comestible.

## Usos tradicionals
Antigament, el rizoma i les arrels del podofil eren utilitzats pels indígenes nord-americans a causa de les seves propietats antihelmíntiques o vermífugues (capacitat per combatre cucs intestinals de dimensions petites), catàrtiques o purgants (facilita l'evacuació intestinal), emètiques (provoca el vòmit) i, fins i tot, abortives. També s'utilitzava com remei enfront de determinats verins de serp.
Al segle xviii es van reconèixer les propietats antimitòtiques i citotòxiques de la podofilina, que és el principi actiu que s'obté del rizoma i de les arrels d'aquesta planta.